# Noord-Holland op het Regio Songfestival
Noord-Holland is een Nederlandse provincie en kan hierdoor deelnemen aan het Regio Songfestival.
De provincie neemt al deel aan het festival sinds de start ervan in 2023 en heeft sindsdien aan alle edities deelgenomen. De Noord-Hollandse inzending wordt ieder jaar geselecteerd door middel van een preselectie.

## Geschiedenis
In 2023 werd het eerste Regio Songfestival georganiseerd in Utrecht. De eerste deelnemer voor Noord-Holland werd Emma Koning, met het liedje Mag het licht nog één keer aan?. In de preselectie wist ze zich bij de drie hoogst scorende inzendingen van het publiek te plaatsen waarna een jury haar uitkoos als vertegenwoordiger van Noord-Holland. In Utrecht verging het Koning erg wisselend. Tijdens de puntentelling van de jury wisselden de hoge en lage punten zich af, waarbij wel eenmaal het maximum van 12 punten werd verkregen dankzij Flevoland. Het publiek zette Noord-Holland op de voorlaatste plaats waardoor Emma Koning maar met de hakken over de sloot een tiende plaats kon bemachtigen.
In 2024 werd het Regio Songfestival in Limburg georganiseerd. NH organiseerde opnieuw een preselectie om te bepalen welke artiest naar Maastricht zou trekken. Ditmaal kwam Renee Rose als winnares uit de bus waardoor zij namens Noord-Holland naar Maastricht mocht gaan. Voorafgaand aan het festival raakte Renees kledij kwijt en kampte de zangeres met een verkoudheid. Dit weerhield Renee Rose echter niet om een goede prestatie neer te zetten. Haar lied Meisje met een droom kreeg 151 punten en strandde zo op een mooie vierde plaats.

## Noord-Hollandse deelnames
| Jaar | Artiest     | Lied                            | Plaats | Punten | Taal       |
| ---- | ----------- | ------------------------------- | ------ | ------ | ---------- |
| 2023 | Emma Koning | Mag het licht nog één keer aan? | 10     | 80     | Nederlands |
| 2024 | Renee Rose  | Meisje met een droom            | 4      | 151    | Nederlands |
| 2025 |             |                                 |        |        |            |

| Kleur | Betekenis      |
| ----- | -------------- |
|       | Eerste plaats  |
|       | Tweede plaats  |
|       | Derde plaats   |
|       | Laatste plaats |
|       | Gastprovincie  |

## Twaalf punten
(Een vetgedrukte editie betekent dat die regio die editie won.)
| Aantal | Land          | Edities |
| ------ | ------------- | ------- |
| 1      | Noord-Brabant | 2024    |
| 1      | Overijssel    | 2023    |

| Aantal | Land       | Edities |
| ------ | ---------- | ------- |
| 1      | Flevoland  | 2023    |
| 1      | Gelderland | 2024    |
| 1      | Limburg    | 2024    |
| 1      | Zeeland    | 2024    |

Drenthe · Flevoland · Friesland · Gelderland · Groningen · Limburg · Noord-Brabant · Noord-Holland · Overijssel · Rijnmond · Utrecht · West · Zeeland